# Veliki jubilej
Veliki jubilej, poznat i kao Veliki jubilej kršćanstva, bio je crkveni jubilej koji se slavio 2000. godine povodom proslave 2000 godina od rođenja Isusa Krista, odnosno, dva tisućljeća kršćanstva. Središnja proslava bila je u Rimu. Jubilejska godina bila je posvećena prvoj božanskoj osobi Presvetog Trojstva, Bogu Ocu, s naglaskom na sakrament pomirenja. Jubilejskoj godini prethodile su tri „pripremne” prigodne godine, posvećene osobama Presvetoga Trojstva: Godinom Isusa Krista (1997.), Godinom Duha Svetoga (1998.) i Godinom Boga Otca (1999.).
Već je 1994. papa Ivan Pavao II. najavio proslavu Velikoga jubileja u apostolskomu pismu Tertio Millennio Adveniente (hrv. »Nadolaskom trećeg tisućljeća«). Objavio je i bulu o jubileju naslova Inacarnationis Mysterium (hrv. »Otajstvo Utjelovljenja«) 1998. godine. Veliki jubilej počeo je na Božić 1999. godine otvaranjem vrata Bazilike sv. Petra u Vatikanu. Otvaranje jubileja proslavljeno je i u mjesnim crkvama po svijetu. Ustanovljen je poseban jubilejski oprost grijeha. 
U sklopu jubileja, papa je posjetio Svetu Zemlju od 24. do 26. veljače 2000. godine. Pohodio je tom prilikom i Nazaret i Jeruzalem, gdje je stavio svoju molitvu na Zidu plača. Na prvu korizmenu nedjelju 12. ožujka, ispričao se i tražio oprost za sve grijehe koje su sinovi i kćeri Katoličke Crkve učinili tijekom povijesti. Posjetio je i Siriju, Grčku i Maltu od 4. do 9. svibnja. U lipnju je ručao sa siromasima i beskućnicima iz Rima. 
Održani su posebni jubileji radnika, obitelji, studenata, biskupa, umjetnika, znanstvenika, poljoprivednika i inih, svaki posebno. 
U sklopu Velikoga jubileja, Vatikan je posjetilo oko 25 milijuna hodočasnika te je održano oko 3400 euharistijskih slavlja, kao i Svjetski dan mladih u Rimu na kojem se okupilo više od 2 milijuna mladih iz cijeloga svijeta. 
Na kraju Velikog jubileja, 6. siječnja 2001. godine papa je objavio apostolsko pismo Novo millennio ineunte (hrv. »Ulaskom u novo tisućljeće«). U njemu je pisao o izazovima ekologije, ratnih sukoba, ljudskih prava, pobačaja i dr.